# Un matrimonio immorale
Un matrimonio immorale (Der zweite Frühling ) è un film del 1975 diretto da Ulli Lommel.